# Ratpenat cuallarg de Kalinowski
El ratpenat cuallarg de Kalinowski (Mormopterus kalinowskii) és una espècie de ratpenat de la família dels molòssids que es troba a Xile i el Perú. Està amenaçat d'extinció per la pèrdua del seu hàbitat natural.
Fou anomenat en honor del zoòleg polonès Jan Kalinowski.